# Thorbjørn Jagland
Thorbjørn Jagland, původním jménem Thorbjørn Johansen (* 5. listopadu 1950 Drammen) je norský sociálnědemokratický politik. V letech 1996–1997 byl premiérem Norska. V letech 2000–2001 byl ministrem zahraničních věcí, v letech 2005–2009 předsedou norského parlamentu. Byl představitelem Norské strany práce, jejímž předsedou byl v letech 1992–2002. Od roku 2009 je generálním tajemníkem Rady Evropy, od stejného roku je předsedou norského Nobelova výboru, který rozhoduje o udílení Nobelových cen za mír. Patřil k hlavním strůjcům udělení Nobelovy ceny míru Baracku Obamovi v roce 2009 a Evropské unii v roce 2012.

## Život a politická kariéra
Do pozice premiéra nastoupil rok před koncem volebního období, poté co premiérka Gro Harlem Brundtlandová opustila politiku. Cílem jeho kabinetu bylo krom tradiční sociálnědemokratické politiky posílit boj s alkoholem, drogami a kriminalitou a také masivně podpořit rozvoj a šíření moderních komunikačních technologií do norské společnosti, zejména do školství. Jeho kabinet však čelil též několika skandálům. Ministr plánování Terje Rød Larsen byl nucen rezignovat již po 35 dnech, poté co vyšly najevo nesrovnalosti v jeho platbě daní. Ministr energetiky Grete Faremo musel zase podat demisi poté, co tajná policie začala vyšetřovat jeho dřívější aktivity na ministerstvu spravedlnosti. Před volbami roku 1997 Jagland prohlásil, že nebude usilovat o post premiéra, pokud ve volbách jeho strana nezíská minimálně 36,9 procent hlasů. Labouristé však nakonec získali „jen“ 35 procent hlasů, což jim sice přineslo tradiční volební vítězství, avšak nikoli akceschopnou parlamentní většinu. Proto Jagland splnil slib a přepustil pozici premiéra křesťanskému demokratovi Kjell Magne Bondevikovi. To vyvolalo ostrou kritiku uvnitř sociálnědemokratické strany, například od bývalé premiérky Gro Harlem Brundtlandové, která dle svých vlastních slov prvně ve svém životě někoho nazvala hlupákem. Vytvořila se silná vnitřní opozice uvnitř Strany práce, do jejíhož čela se postavil Jens Stoltenberg. Po dalších ztrátách v obecních volbách roku 1999, byl Stoltenberg jmenován volebním lídrem. Za dva roky Jagland ztratil i křeslo šéfa strany. Stoltenberg ho ovšem jmenoval ministrem zahraničí ve své nové vládě. I v této funkci ovšem Jaglanda dostihl skandál, to když v televizním rozhovoru užil veselé slovní hříčky „Bongo fra Kongo“, když hovořil o návštěvě prezidenta Gabonu Omara Bonga. Vysloužil si kritiku za rasismus a zesměšňování afrického politika. V druhé Stoltenbergově vládě roku 2005 již Jagland nezasedl a stal se předsedou Stortingu, norského parlamentu.
Během své kariéry byl Jagland často terčem žertů médií, politických protivníků a někdy i spolustraníků zdůrazňujících jeho údajnou nižší kompetentnost, mimo jiné proto, že kdysi nedostudoval ekonomii. Čelil též pomluvám o svých blízkých kontaktech s KGB, v jejichž šíření sehrálo značnou roli heslo na anglické wikipedii.
Je znám jako zastánce vstupu Norska do Evropské unie (Norsko se na rozdíl od ostatních skandinávských zemí nikdy členem EU nestalo, a to díky několika referendům, v nichž Norové vstup odmítli).